# Außengrenzen der Europäischen Union
Dies ist die Liste der Außengrenzen der Europäischen Union zu folgenden Nachbarstaaten, wobei lediglich Grenzen zu Lande berücksichtigt wurden:
| EU-Staat                              | EU-Außengrenze | EU-Außengrenze | EU-Außengrenze | Nachbarstaat                                  | Zusammenfassende Bezeichnung                                                                                     |
| EU-Staat                              | 14.303 km      | 14.303 km      | 14.303 km      | Nachbarstaat                                  | Zusammenfassende Bezeichnung                                                                                     |
| ------------------------------------- | -------------- | -------------- | -------------- | --------------------------------------------- | --- |
|                                       |                |                |                |                                               | |
| Schweden                              | 1.619 km       | 1.619 km       | 2.346 km       | Norwegen                                      | 2.346 km EU-Nordgrenze                                                                                           |
| Finnland                              | 2.040 km       | 0727 km        | 2.346 km       | Norwegen                                      | 2.346 km EU-Nordgrenze                                                                                           |
| Finnland                              | 2.040 km       | 1.313 km       | 1.895 km       | Russland                                      | 4.695 km EU-Ostgrenze                                                                                            |
| Estland                               | 0290 km        | 0290 km        | 1.895 km       | Russland                                      | 4.695 km EU-Ostgrenze                                                                                            |
| Lettland                              | 0463 km        | 0292 km        | 1.895 km       | Russland                                      | 4.695 km EU-Ostgrenze                                                                                            |
| Lettland                              | 0463 km        | 0171 km        | 1.091 km       | Belarus                                       | 4.695 km EU-Ostgrenze                                                                                            |
| Litauen                               | 0502 km        | 0502 km        | 1.091 km       | Belarus                                       | 4.695 km EU-Ostgrenze                                                                                            |
| Polen                                 | 0953 km        | 0418 km        | 1.091 km       | Belarus                                       | 4.695 km EU-Ostgrenze                                                                                            |
| Polen                                 | 0953 km        | 0535 km        | 1.090 km       | Ukraine                                       | 4.695 km EU-Ostgrenze                                                                                            |
| Slowakei                              | 0090 km        | 0090 km        | 1.090 km       | Ukraine                                       | 4.695 km EU-Ostgrenze                                                                                            |
| Ungarn                                | 0103 km        | 0103 km        | 1.090 km       | Ukraine                                       | 4.695 km EU-Ostgrenze                                                                                            |
| Rumänien                              | 0981 km        | 0362 km        | 1.090 km       | Ukraine                                       | 4.695 km EU-Ostgrenze                                                                                            |
| Rumänien                              | 0981 km        | 0450 km        | 0450 km        | Republik Moldau                               | 4.695 km EU-Ostgrenze                                                                                            |
| Rumänien                              | 0981 km        | 0169 km        | 0169 km        | Ukraine                                       | 4.695 km EU-Ostgrenze                                                                                            |
|                                       |                |                |                |                                               | |
| Bulgarien                             | 0270 km        | 0270 km        | 0462 km        | Türkei                                        | 462 km EU-Südostgrenze                                                                                           |
| Griechenland                          | 0192 km        | 0192 km        | 0462 km        | Türkei                                        | 462 km EU-Südostgrenze                                                                                           |
|                                       |                |                |                |                                               | |
| Republik Zypern                       | 0181 km        | 0181 km        | 0181 km        | Türkische Republik Nordzypern                 | UN-Demarkationslinie                                                                                             |
| Republik Zypern                       |                |                |                |                                               | |
| Republik Zypern                       | 0152 km        | 0152 km        | 0152 km        | Vereinigtes Königreich (Akrotiri und Dekelia) | Militärbasen Akrotiri und Dekelia                                                                                |
|                                       |                |                |                |                                               | |
| Litauen                               | 0227 km        | 0227 km        | 0437 km        | Russland                                      | Enklave Kaliningrad                                                                                              |
| Polen                                 | 0210 km        | 0210 km        | 0437 km        | Russland                                      | Enklave Kaliningrad                                                                                              |
|                                       |                |                |                |                                               | |
| Österreich                            | 0125 km        | 0125 km        | 1.811 km       | Schweiz                                       | Gesamtlänge 1.846 km (ungefährer Wert, ohne Büsingen und Campione, unterschiedliche Auffassungen bzgl. Bodensee) |
| Italien                               | 0740 km        | 0740 km        | 1.811 km       | Schweiz                                       | Gesamtlänge 1.846 km (ungefährer Wert, ohne Büsingen und Campione, unterschiedliche Auffassungen bzgl. Bodensee) |
| Frankreich                            | 0573 km        | 0573 km        | 1.811 km       | Schweiz                                       | Gesamtlänge 1.846 km (ungefährer Wert, ohne Büsingen und Campione, unterschiedliche Auffassungen bzgl. Bodensee) |
| Deutschland                           | 0334 km        | 0334 km        | 1.811 km       | Schweiz                                       | Gesamtlänge 1.846 km (ungefährer Wert, ohne Büsingen und Campione, unterschiedliche Auffassungen bzgl. Bodensee) |
| Österreich                            | 0074 km        | 0039 km        | 1.811 km       | Schweiz                                       | Gesamtlänge 1.846 km (ungefährer Wert, ohne Büsingen und Campione, unterschiedliche Auffassungen bzgl. Bodensee) |
| Österreich                            | 0074 km        | 0035 km        | 0035 km        | Liechtenstein                                 | Gesamtlänge 1.846 km (ungefährer Wert, ohne Büsingen und Campione, unterschiedliche Auffassungen bzgl. Bodensee) |
|                                       |                |                |                |                                               | |
| Kroatien                              | 1.198 km       | 0025 km        | 0025 km        | Montenegro                                    | Gesamtlänge im Westbalkan: 2.819 km                                                                              |
| Kroatien                              | 1.198 km       | 0932 km        | 0932 km        | Bosnien und Herzegowina                       | Gesamtlänge im Westbalkan: 2.819 km                                                                              |
| Kroatien                              | 1.198 km       | 0241 km        | 1.186 km       | Serbien                                       | Gesamtlänge im Westbalkan: 2.819 km                                                                              |
| Ungarn                                | 0151 km        | 0151 km        | 1.186 km       | Serbien                                       | Gesamtlänge im Westbalkan: 2.819 km                                                                              |
| Rumänien                              | 0476 km        | 0476 km        | 1.186 km       | Serbien                                       | Gesamtlänge im Westbalkan: 2.819 km                                                                              |
| Bulgarien                             | 0466 km        | 0318 km        | 1.186 km       | Serbien                                       | Gesamtlänge im Westbalkan: 2.819 km                                                                              |
| Bulgarien                             | 0466 km        | 0148 km        | 0394 km        | Nordmazedonien                                | Gesamtlänge im Westbalkan: 2.819 km                                                                              |
| Griechenland                          | 0528 km        | 0246 km        | 0394 km        | Nordmazedonien                                | Gesamtlänge im Westbalkan: 2.819 km                                                                              |
| Griechenland                          | 0528 km        | 0282 km        | 0282 km        | Albanien                                      | Gesamtlänge im Westbalkan: 2.819 km                                                                              |
|                                       |                |                |                |                                               | |
| Spanien                               | 0064 km        | 0064 km        | 0121 km        | Andorra                                       | Gesamtlänge zu europäischen Zwergstaaten (ohne Liechtenstein): 167 km                                            |
| Frankreich                            | 0057 km        | 0057 km        | 0121 km        | Andorra                                       | Gesamtlänge zu europäischen Zwergstaaten (ohne Liechtenstein): 167 km                                            |
| Frankreich                            |                |                |                |                                               | Gesamtlänge zu europäischen Zwergstaaten (ohne Liechtenstein): 167 km                                            |
| Frankreich                            | 0004 km        | 0004 km        | 0004 km        | Monaco                                        | Gesamtlänge zu europäischen Zwergstaaten (ohne Liechtenstein): 167 km                                            |
|                                       |                |                |                |                                               | Gesamtlänge zu europäischen Zwergstaaten (ohne Liechtenstein): 167 km                                            |
| Italien                               | 0039 km        | 0039 km        | 0039 km        | San Marino                                    | Gesamtlänge zu europäischen Zwergstaaten (ohne Liechtenstein): 167 km                                            |
| Italien                               |                |                |                |                                               | Gesamtlänge zu europäischen Zwergstaaten (ohne Liechtenstein): 167 km                                            |
| Italien                               | 0003 km        | 0003 km        | 0003 km        | Vatikanstadt                                  | Gesamtlänge zu europäischen Zwergstaaten (ohne Liechtenstein): 167 km                                            |
|                                       |                |                |                |                                               | |
| Spanien (Ceuta)                       | 0007 km        | 0007 km        | 0007 km        | Marokko                                       | Gesamtlänge hier aufgelisteter spanischer Exklaven in den Plazas de soberanía: 17 km                             |
|                                       |                |                |                | Marokko                                       | Gesamtlänge hier aufgelisteter spanischer Exklaven in den Plazas de soberanía: 17 km                             |
| Spanien (Melilla)                     | 0010 km        | 0010 km        | 0010 km        | Marokko                                       | Gesamtlänge hier aufgelisteter spanischer Exklaven in den Plazas de soberanía: 17 km                             |
|                                       |                |                |                | Marokko                                       | Gesamtlänge hier aufgelisteter spanischer Exklaven in den Plazas de soberanía: 17 km                             |
| Spanien (Peñón de Vélez de la Gomera) | 0,085 km       | 0,085 km       | 0,085 km       | Marokko                                       | Gesamtlänge hier aufgelisteter spanischer Exklaven in den Plazas de soberanía: 17 km                             |
|                                       |                |                |                |                                               | |
| Frankreich (Französisch-Guayana)      | 1.183 km       | 0673 km        | 0673 km        | Brasilien                                     | 1.183 km in Südamerika                                                                                           |
| Frankreich (Französisch-Guayana)      | 1.183 km       | 0510 km        | 0510 km        | Suriname                                      | 1.183 km in Südamerika                                                                                           |
|                                       |                |                |                |                                               | |
| Frankreich (Saint-Martin)             | 0014 km        | 0014 km        | 0014 km        | Niederlande (Sint Maarten)                    | 14 km in der Karibik                                                                                             |
|                                       |                |                |                |                                               | |
| Irland                                | 499 km         | 499 km         | 499 km         | Vereinigtes Königreich                        | 500 km zum Vereinigten Königreich                                                                                |
| Spanien                               | 1,2 km         | 1,2 km         | 1,2 km         | Gibraltar                                     | 500 km zum Vereinigten Königreich                                                                                |

Anmerkungen:
1. ↑  Stand: 1. Juli 2013; nicht-zusammenhängende Grenzabschnitte sind durch dicke horizontale Linie getrennt
2. ↑  de facto, UN-Demarkationslinie
3. ↑  Militärbasen, zwar britische Hoheitsgebiete und Teil des Zollgebietes der Union, aber kein Teil der EU
4. ↑  nach Schweizer Auffassung 782 km ohne, 800 km mit der italienischen Enklave Campione
5. ↑  nach Schweizer Auffassung 585 km
6. ↑  Ungefährer Wert, nach Schweizer Auffassung 347 km (ohne) bzw. 363 km (mit Büsingen), nach Auffassung Deutschlands 316 km, siehe Grenze zwischen Deutschland und der Schweiz
7. ↑  kürzeste Landgrenze der Welt
8. ↑  als régions d’outre-mer (ROM) vollintegrierter Teil des französischen Staates und damit auch Teil der EU
9. ↑  einziges Collectivité d’outre-mer (COM), das Teil der EU ist, grenzt an das niederländische Überseegebiet Sint Maarten, welches kein Teil der EU ist.

## Zeitliche Veränderung der Länge EU-Außengrenze

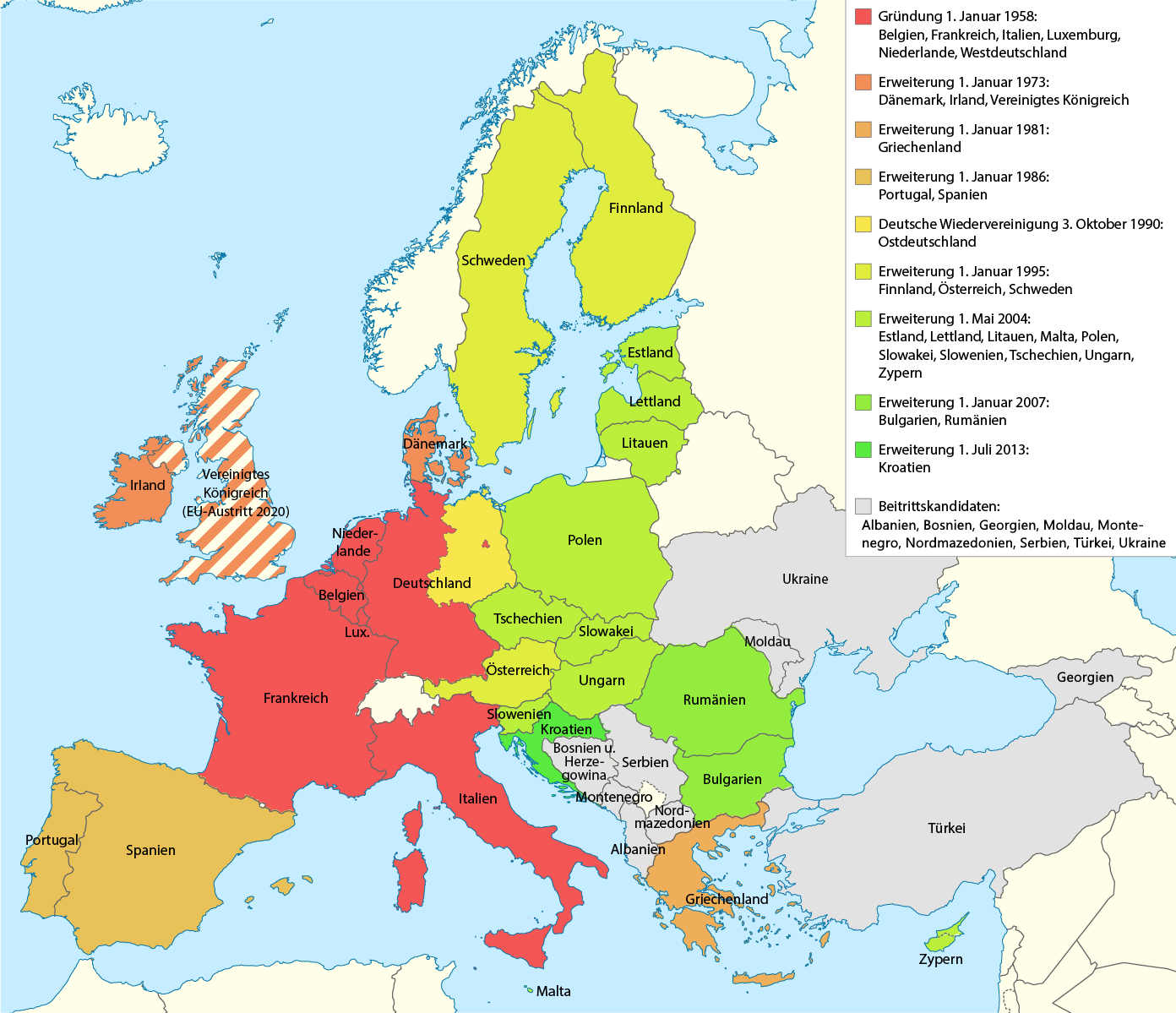
Erweiterungsrunden der EU von 1973 bis 2013

| Länge     | seit            | Bezeichnung | Mitgliedstaaten                                                |
| --------- | --------------- | ----------- | -------------------------------------------------------------- |
| 6.848 km  | 1. Januar 1958  | EWG-6       | BE, FR, IT, LU, NL, BRD                                        |
| 6.780 km  | 1. Januar 1973  | EG-9        | + DK, IE, GB                                                   |
| 8.008 km  | 1. Januar 1981  | EG-10       | + GR                                                           |
| 6.976 km  | 1. Januar 1986  | EG-12       | + ES, PT                                                       |
| 6.351 km  | 3. Oktober 1990 | EG-12       | + DDR (Deutsche Wiedervereinigung)                             |
| 10.606 km | 1. Januar 1995  | EU-15       | + FI, SE, AT                                                   |
| 12.436 km | 1. Mai 2004     | EU-25       | + EE, LV, LT, MT, PL, SK, SI, CZ, HU, CY („EU-Osterweiterung“) |
| 13.026 km | 1. Januar 2007  | EU-27       | + BG, RO                                                       |
| 14.303 km | 1. Juli 2013    | EU-28       | + HR                                                           |
| 14.803 km | 1. Februar 2020 | EU-27       | - GB                                                           |